# La Règle du jeu (série télévisée)
Pour les articles homonymes, voir La Règle du jeu.
La Règle du jeu (Sever, en tchèque : Nord) est une mini-série télévisée tchèque, réalisée par Robert Sedláček et diffusée sur Česká televize en 2019. Elle est ensuite diffusée sur la plate-forme Prime Video.

## Synopsis
À Bílina dans la région d'Ústí nad Labem au Nord de la Tchéquie, un ingénieur, Petr Svoboda, découvre sur le parking devant chez lui le corps d'une adolescente poignardée. Voyant qu'il prend l'affaire à cœur, Vítek, un ami d'enfance de Petr devenu policier, lui suggère d'entrer dans la police pour pouvoir enquêter. Petr suit une formation et six mois plus tard il est policier, sous les ordres d'Ivan Rezner. Mais il découvre que certains suspects haut placés comme Valenta sont protégés, et que la police est gangrenée par la corruption.

## Fiche technique
- Scénario : Václav Hašek et Zdeněk Zapletal
- Réalisation : Robert Sedláček
- Photographie : Jan Šuster
- Montage :
- Musique : Michal Rataj
- Costumes :
- Décors : Anna Hornofová
- Production : Petr Bílek et Jan Lekeš
- Durée : 260 minutes (6 fois 52-58 minutes)
- Dates de diffusion : du 2 septembre 2019 au 7 octobre 2019 sur Česká televize

## Distribution
- Jiří Mádl : Petr Svoboda
- Eliška Křenková : Lucie Svobodová
- Štěpán Benoni : Vítek Brázdil
- Aleš Bílík : Marek Hanus
- Martin Havelka : Ivan Rezner
- Petra Špalková : la procureure
- Luboš Veselý : Filip Suchý
- Roman Luknár : Jiří Svoboda
- Martin Pechlát : Rostislav Valenta
- Taťjana Medvecká : Mme Syrová
- Pavla Beretová : l'avocate
- Martin Myšička : le juge

## Épisodes
1. Pomáhat a chránit
2. Střet zájmů
3. Nepřátelé státu
4. Otevřená válka
5. Justice
6. Jenom vítr